# Буслаев, Владимир Савельевич
Влади́мир Саве́льевич Бусла́ев (19 апреля 1937, Санкт-Петербург СССР — 14 марта 2012, Россия) — российский математик и физик, доктор физико-математических наук (1973), профессор СПбГУ, заслуженный работник высшей школы РФ (1999), заслуженный деятель науки РФ (2009).

## Биография
Окончил среднюю школу с золотой медалью. После окончания физического факультета Ленинградского государственного университета имени А. А. Жданова (с красным дипломом) состоял там же в аспирантуре. Окончил её в 1963 году, защитил диссертацию на соискание учёной степени кандидата физико-математических наук, под научным руководством О. А. Ладыженской на тему «Коротковолновая асимптотика в задаче дифракции на выпуклых телах», в 1973 году защитил докторскую диссертацию на тему «Спектральные асимптотики и формулы следа для уравнения Шредингера» Работал на этой же кафедре. Занимался исследованием квазиклассического приближения. В 1963 году был награждён премией Ленинградского математического общества. В 1983 году приглашён докладчиком на Международном конгрессе математиков в Варшаве. Долгое время занимал должность заместителя зав. кафедрой. В начале 2000-х годов стал заведующим кафедрой. В 2000 году стал лауреатом Государственной премии РФ. Заслуженный деятель науки РФ На ежегодном собрании членов Германского математического общества читал лекцию под названием «Адиабатические возмущения линейных периодических задач».
Входил в редколлегии журналов «Алгебра и анализ», «Функциональный анализ и его приложения», «Теоретическая и математическая физика».
Один из авторов формулы Буслаева — Фаддеева.